# Carretera de la Amistad
La Carretera de la Amistad (también conocida como Carretera China-Nepal, en chino tradicional, 中尼公路; en chino simplificado, 中尼公路; pinyin, Zhongni Gonglu) es una ruta de 806 km que conecta la capital del Tíbet, Lhasa, con la frontera entre China y Nepal, en el Puente de la Amistad, entre los poblados de Zhangmu y Kodari. Corresponde a la parte más occidental de la Carretera Nacional China 318, que se inicia en Shanghái, y cruza tres pasos montañosos por sobre los 5 mil metros de altura, antes de descender a cerca de 1.750 m s. n. m. en la frontera entre ambos países.
Los terremotos de abril y mayo de 2015 en la región mantuvieron cerrada la carretera, que resultó gravemente dañada.

## Trayecto
Desde Lhasa, la carretera sigue el curso del río Lhasa por cerca de 60 km hasta la confluencia con el Yarlung Tsangpo (Brahmaputra) en Qüxü. La ruta continúa a lo largo del valle del Yarlung hasta la Ciudad de Shigatse, la segunda más grande del Tíbet y antiguo hogar de los panchen lamas. Una rama subsidiaria cruza el Yarlung Tsangpo en Chushul y cruza Gampa La, a 4.800 m de altura, pasa junto al turquesa lago Yamdrok antes de cruzar Karo La, a 5.045 m de altura, a los pies del monte Noijin Kangsang, y sigue aguas abajo por el valle de Nyang Chu entre Gyantse y Shigatse.
Desde Shigatse, continúa al oeste en paralelo al valle del Yarlung Tsangpo; el camino pasa el poblado de Lhatse y se bifurca después de Chapu, donde la Carretera Nacional China 219 continúa hacia el oeste y río arriba, finalmente cruzando la divisoria entre los ríos Brahmaputra e Indo cerca del sagrado monte Kailash y el lago Mana Sarovar, y luego va hacia el poblado de Shiquanhe, en Ngari.
Desde Chapu, cerca de Lhatse, la carretera da una vuelta al sudoeste y cruza la divisoria principal entre el Brahmaputra y el Ganges en Gyatso La (a 5 260 m s. n. m.), siendo este el paso a mayor altura de la ruta.  Descendiendo 1 000 m hacia las planicies aluviales del Bum-Chu, también conocido como río Arun en Nepal, la carretera pasa cerca de Shelkar y Tingri, ambas puertas de entrada al monasterio de Rongbuk y a la cara norte del monte Everest.
Continuando hacia el suroeste, la carretera asciende por encima de Lalung La (5.050 m) y cruza poco después de Nyalam Tong La (5.150 m), que marca la división de las aguas de los ríos entre el Bum-Chu/Arun y los ríos Matsang Tsangpo y Sun Kosi. La carretera entonces desciende a lo largo del Matsang Tsangpo a través del poblado de Nyalam, y luego más escarpado a través de un cañón rumbo a Zhangmu. El camino termina en el Puente de la Amistad en la frontera entre China y Nepal, a una elevación de 1.750 m s. n. m. La continuación de la carretera entre la ciudad fronteriza de Kodari a Katmandú se denomina Arniko Rajmarg.

## Atractivo turístico
El paisaje a lo largo de la carretera cuenta con importantes monumentos culturales, el valle superior del río Yarlung Tsangpo (Brahmaputra), vastos prados y vistas a las montañas, incluyendo cinco de los picos más altos del mundo: Everest, Lhotse, Makalu, Cho Oyu y Shishapangma, así como otros parcialmente inexplorados y sin ascender al este de Tong La, alcanzando los 7.367 metros en el monte Labuche Kang.